# فيلهلم روزر
فيلهلم روزر (26 مارس 1817 – 16 ديسمبر 1888) كان جراحًا ألمانيًا وطبيب عيون. وُلد في شتوتغارت وتوفي في ماربورغ.
في عام 1839 حصل على درجة الدكتوراه في الطب من جامعة توبنغن، وبعد ذلك واصل تعليمه في فورتسبورغ وهاله (سالي) وفيينا وباريس. في عام 1841 عاد إلى توبنغن، حيث تأهل للتدريس في مجال الجراحة. في عام 1846، مارس الطب في رويتلينغن، ولاحقًا خلف إدوارد زيس (1807–1868) كأستاذ للجراحة في جامعة ماربورغ. بقي روزر في ماربورغ لبقية مسيرته المهنية.
مع أصدقائه المقربين طوال حياته، الطبيب السريري كارل فوندرليش (1815–1877) وطبيب الأعصاب فيلهلم غريسينغر (1817–1868)، أسس مجلة للطب الفسيولوجي بعنوان Archiv für physiologische Heilkunde (أرشيف الطب الفسيولوجي). نشر أكثر من 150 ورقة طبية، وكان مؤلفًا لكتاب Handbuch der anatomischen Chirurgie (دليل الجراحة التشريحية)، وهو كتاب دراسي عن الجراحة التشريحية صدر في ثمانية إصدارات، وتمت ترجمته إلى الفرنسية والإنجليزية.

## الأسماء المرتبطة
- "موسع فم روزر-كونيغ": أداة فموية تُستخدم في الطب؛ سميت مع الجراح الألماني فرانز كونيغ (1832–1910).[6]
- "خط روزر-نيلاتون": خط نظري يُرسم من الشوكة الحرقفية الأمامية العلوية إلى الحديبة في الإسك. سُمي مع الجراح الفرنسي أوغست نيلاتون (1807–1873).